# Comamonas testosteroni
Comamonas testosteroni es una especie de  bacteria gramnegativa del género Comamonas. Fue descrita en el año 1987. Su etimología hace referencia a testosterona. Anteriormente conocida como Pseudomonas testosteroni, que se describió en el año 1956. Es aerobia y móvil por flagelo polar. Catalasa y oxidasa positivas. Se ha aislado de suelos. También puede causar infecciones en humanos. Aunque es un patógeno raro, se han descrito casos de bacteriemia, infección urinaria, abscesos abdominales, infección ocular, meningitis, peritonitis, endocarditis e infección tras mordedura de tigre. También se ha encontrado en ambientes hospitalarios como humidificadores.